# Riserva di Perejaslav
La Riserva storica ed etnografica nazionale di Perejaslav (in ucraino Національний історико-етнографічний заповідник «Переяслав»?, Nacional'nyj istoryko-etnohrafičnyj zapovidnyk "Perejaslav") è una riserva naturale che comprende la città di Perejaslav, in Ucraina.

## Storia e descrizione
Istituita per decreto della RSS Moldava del 13 marzo 1979 con il nome di Riserva storica e culturale dello Stato di Perejaslav, assunse l'odierno nome con la delibera del Consiglio dei Ministri dell'Ucraina del 15 marzo 1999. Essa si estende su una superficie di 3050 ettari e comprende 160 monumenti considerati patrimonio nazionale. Dalla sua fondazione fino al 2008 fu diretta da Michajlo Sikors'kyj.
All'interno della riserva si possono identificare diversi monumenti archeologici dell'antica Russia, in particolare i resti in mattoni degli edifici di Perejaslav dei secoli XI e XII, nonché alcune strutture che vanno dal XVII al XX secolo come il monastero della Santa Ascensione, il monastero di San Michele, il collegio di Perejaslav, il museo dell'architettura e della vita del medio Dnepr (primo museo a cielo aperto del paese) e la casa di Andrij Kozačkovs'kyj (dove soggiornò Taras Hryhorovyč Ševčenko).